# Тринита д’Агулту е Вињола
Тринита д'Агулту е Вињола (итал. Trinità d'Agultu e Vignola) је насеље у Италији у округу Сасари, региону Сардинија.
Према процени из 2011. у насељу је живело 2026 становника. Насеље се налази на надморској висини од 365 м.

## Становништво
Према резултатима пописа становништва 2011. у општини је живело 2.155 становника.
| 1931. | 1936. | 1951. | 1961. | 1971. | 1981. | 1991. | 2001. | 2011. |
| ----- | ----- | ----- | ----- | ----- | ----- | ----- | ----- | ----- |
| 1.251 | 1.631 | 1.805 | 1.934 | 1.895 | 1.922 | 1.971 | 2.026 | 2.155 |